# Judas Thaddäus

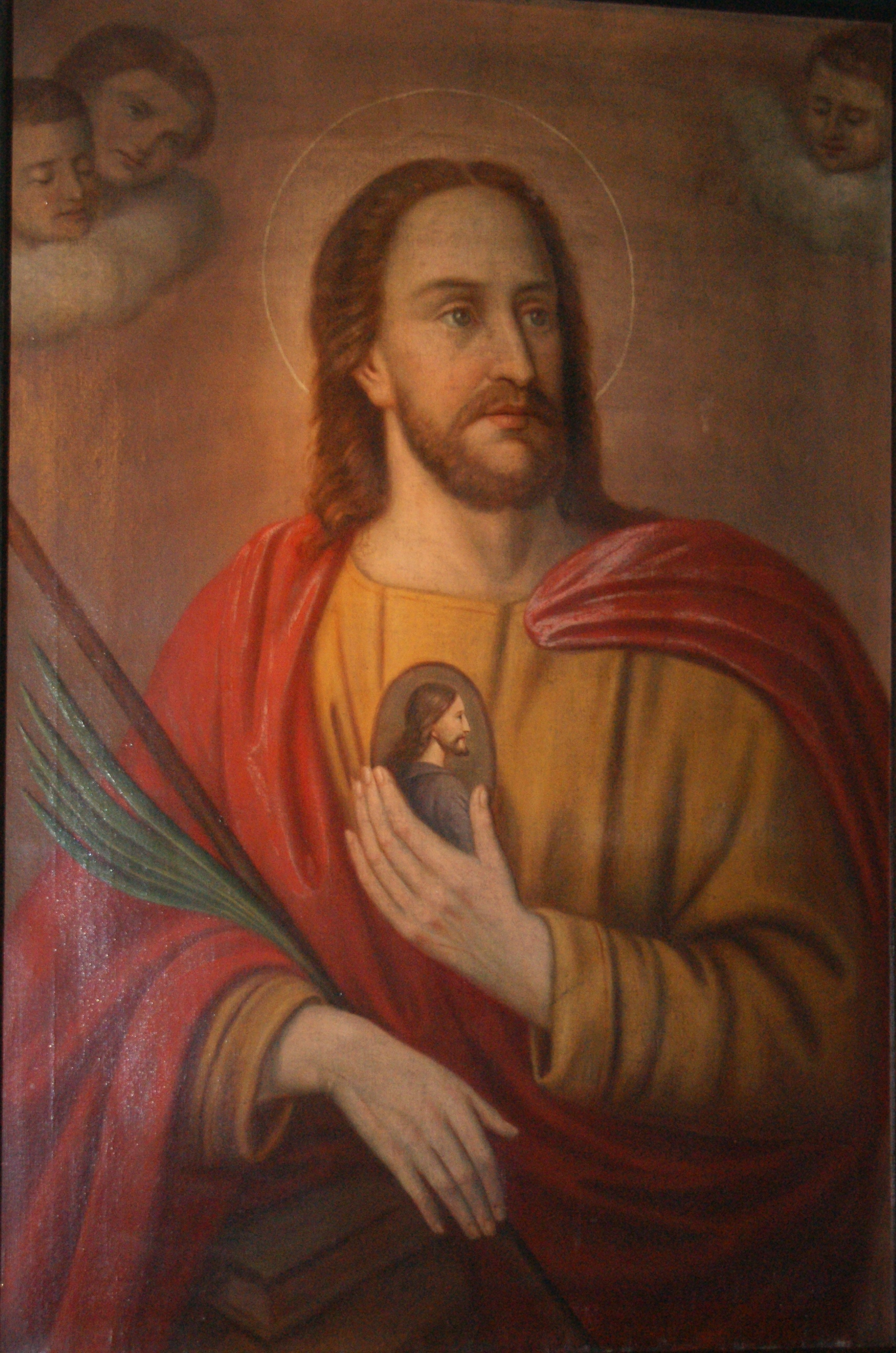
Judas Thaddäus, Gnadenbild in Heisterbacherrott

Judas Thaddäus (altgriechisch Ιούδας Θαδδαῖος Iúdas Thaddaîos) ist einer der zwölf Apostel und wird in einigen Konfessionen als Heiliger verehrt. Über sein Leben ist wenig Gesichertes bekannt. Möglicherweise werden in Judas Thaddäus mehrere verschiedene historische Personen zu einer einzigen Gestalt verbunden. Er missionierte wohl im vorderasiatischen Raum und starb dort als Märtyrer.
Eine verstärkte Verehrung des Heiligen setzte zu Beginn des 19. Jahrhunderts ein. Er wird vor allem in schwierigen und ausweglosen Situationen um Hilfe angerufen. Liturgisch wird seiner in den meisten Konfessionen am 28. Oktober gedacht.

## Überlieferung
In der Bibel und außerbiblischen Schriften gibt es mehrere Personen mit den Namen Judas und Thaddäus. Ob es sich bei diesen Personen jeweils um dieselbe handelt, lässt sich nicht feststellen und wird von unterschiedlichen Autoren verschieden interpretiert. So ist es möglich, dass die Überlieferungen zu Judas Thaddäus in Wirklichkeit auf verschiedene Personen zurückgehen. Nur Judas Iskariot wird klar von ihm unterschieden.
Dies beginnt bereits mit den verschiedenen Namenslisten der zwölf Apostel: Während Markus (3,18 ) und Matthäus (10,3 ) an zehnter Stelle einen Apostel namens Thaddäus nennen, findet sich bei Lukas (6,16 ) und in der Apostelgeschichte (1,13 ) dagegen an elfter Stelle ein „Judas, Sohn [oder Bruder] des Jakobus“. Hinzu kommt, dass in einigen Textvarianten der Name bei Matthäus „Lebbäus, genannt Thaddäus“ lautet. Seit Origenes wird meist angenommen, dass es sich bei Judas und Thaddäus um dieselbe Person handelt. Es gibt aber auch Autoren, die davon abweichend die beiden als verschieden ansehen.

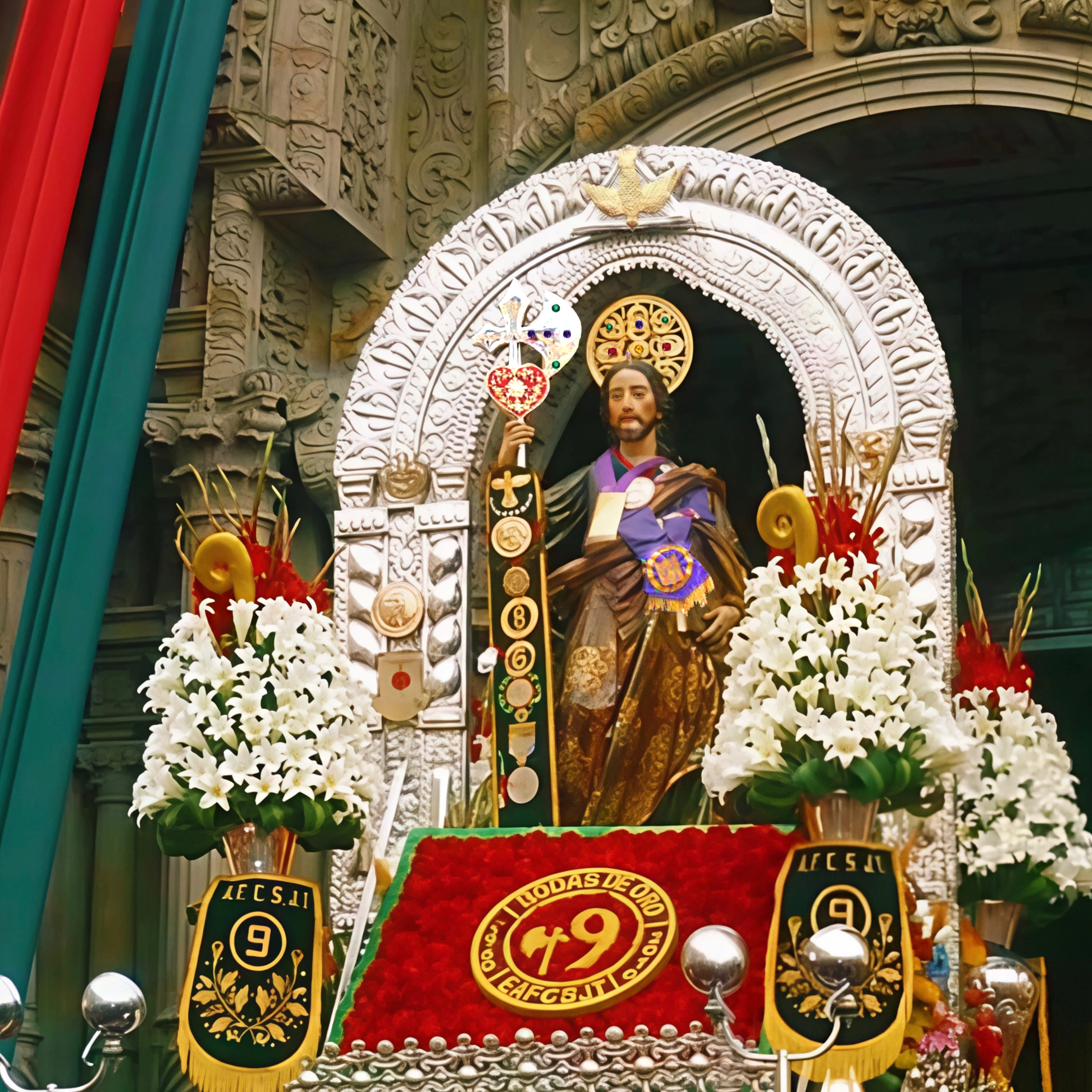
Heiliger Judas Thaddäus, Prozession Lima Peru

Für die Theorie, dass es sich bei Judas und Thaddäus um dieselbe Person handelt, spricht, dass die Namen der anderen Apostel in den verschiedenen Listen übereinstimmen. Nach dem Verrat des Judas Iskariot war dessen Name mit Makel befleckt, sodass es plausibel erscheint, dass der andere Apostel Judas fortan unter einem anderen Namen, eben Thaddäus auftrat. Aber auch die Auffassung, dass es sich um zwei verschiedene Personen handelt, lässt sich begründen. Beispielsweise könnte durch den Tod eines Apostels bereits zu Lebzeiten Jesu ein Austausch notwendig geworden sein.
Auch das Johannesevangelium (14,22 ) nennt einen von Judas Iskariot verschiedenen Jünger namens Judas. Dies ist auch die einzige Stelle im neuen Testament, wo dieser Judas aktiv auftritt, mit der Frage an Jesus, warum dieser seine Abschiedsrede nur den Jüngern und nicht der ganzen Welt offenbare. Dieser Judas wird meist mit dem Apostel identifiziert.
Eine weitere Person mit dem Namen Judas ist der Autor des Judasbriefes. Dieser bezeichnet sich selbst als „Judas, Bruder des Jakobus“ (Jud 1 ). Einige Autoren sind der Ansicht, dass es sich bei ihm um den bei Lukas genannten Apostel handelt, und sehen damit Judas Thaddäus als den Autor des Briefes an. Andere sehen in Jakobus und damit auch im Autor des Briefes einen Bruder Jesu und schreiben den Brief damit Judas, dem Bruder des Herrn zu.
Eine weitere außerbiblische Schrift ist die Legende des Abgar-Bildes, in der ein Apostel namens Thaddäus auftritt. Auf Aramäisch lautet sein Name Mar Addai, er ist die Gründerfigur der assyrischen Kirche. Bei ihm könnte es sich um Thaddäus von Edessa, einen der siebzig Jünger gehandelt haben, oder wiederum um Judas Thaddäus.

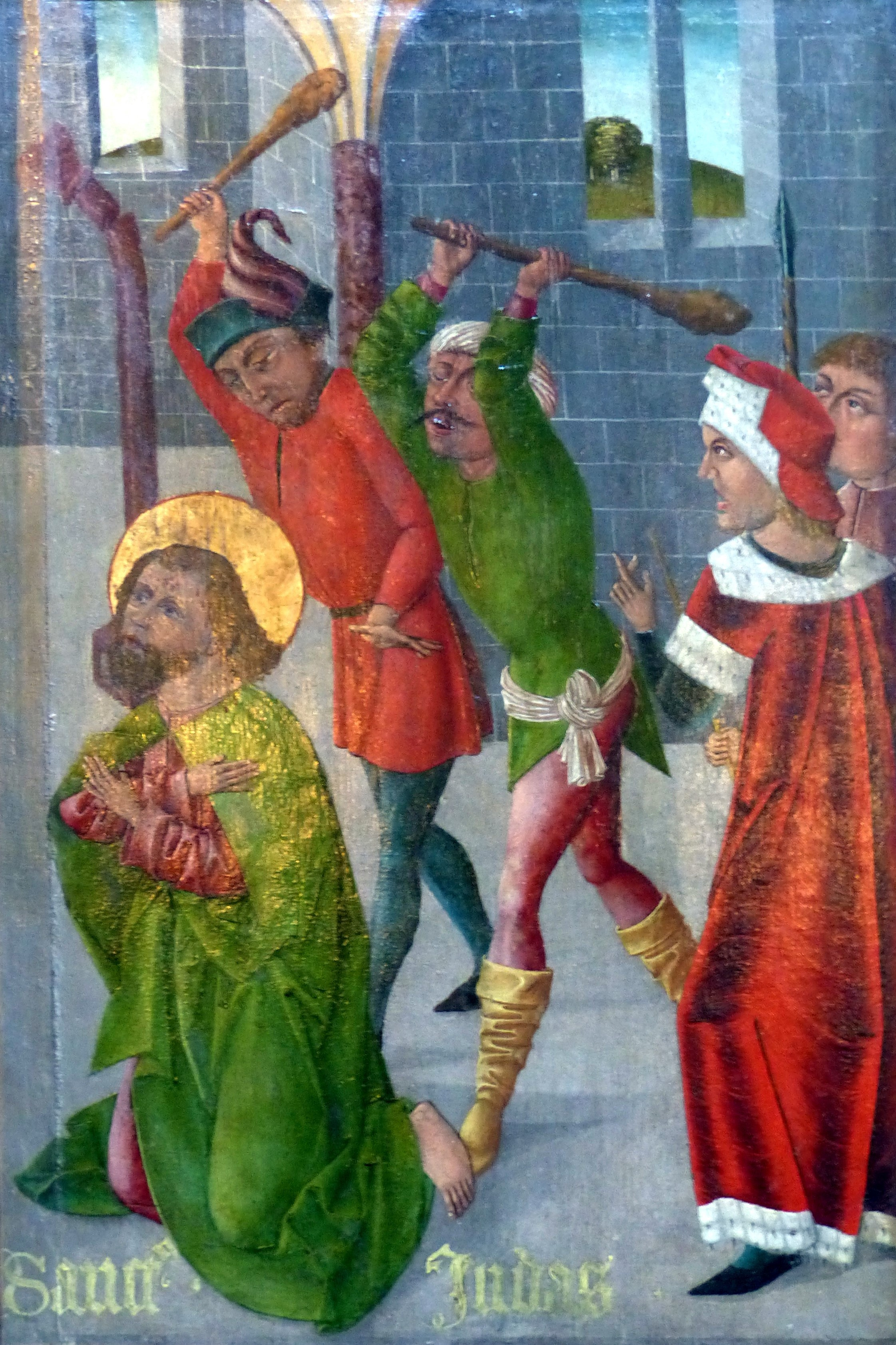
Martyrium des heiligen Judas Thaddäus, Zlatà Koruna (Tschechien)

Nach der Legenda aurea waren seine Eltern Kleopas und Maria, seine Brüder die Apostel Jakobus und Simon. Damit wäre er ein Vetter Jesu. Die Legenda aurea übernimmt auch die Abgarlegende, und berichtet, wie er nach der Himmelfahrt Christi auf Geheiß des Apostels Thomas zum König von Edessa ging. Anschließend soll er nach Mesopotamien und später zusammen mit Simon nach Persien gegangen sein. Dort sollen sie den König von Babylon, seinen Hofstaat und viele weitere Bewohner zum Christentum bekehrt haben. Unter der Hand der heidnischen Priester starben die beiden schließlich als Märtyrer: Judas Thaddäus wurde mit der Keule erschlagen, während Simon mit einer Säge getötet wurde. Abweichende Überlieferungen berichten vom Tod durch eine Hellebarde, das Schwert oder Beil. Der König ließ die Leichen der beiden suchen und über ihrem Grab eine Kirche errichten. Von dort gelangten sie schließlich nach Rom, wo sie heute im Petersdom liegen.
Nach armenischer Überlieferung missionierte er zusammen mit Bartholomäus in Armenien und begründete damit die Armenische Apostolische Kirche. Auch soll er im Jahre 66 das Kloster Sankt Thaddäus gegründet haben und dort nach seinem Martyrium beigesetzt worden sein.

## Ikonografie
Die uneinheitliche Überlieferung hat Auswirkungen auf die Darstellung des heiligen Judas Thaddäus. In Darstellungen der zwölf Apostel wird er häufig durch Paulus ersetzt, oder teilt sich seinen Platz mit Simon. Meist wird er als jugendlich mit keimendem Bart dargestellt, diese Darstellung ist vor allem in Südeuropa verbreitet. In Nordeuropa überwiegt dagegen eine Darstellung als bärtiger, älterer Mann.
Wie die anderen Apostel wird er mit Buch oder Schriftrolle dargestellt, seine Attribute sind ein Knüppel oder eine Hellebarde, seltener Schwert, Steine oder Beil, als Attribute seines Martyriums. Gebräuchlich ist auch eine Darstellung des Heiligen mit einem Bild Jesu Christi auf der Brust, was auf die Abgarlegende zurückgeht. Teilweise wird der Apostel auch mit Winkelmaß dargestellt, das auch Attribut des Apostels Thomas ist.
Neben den Darstellungen mit den anderen Aposteln findet sich vor allem die seines Martyriums zusammen mit Simon.

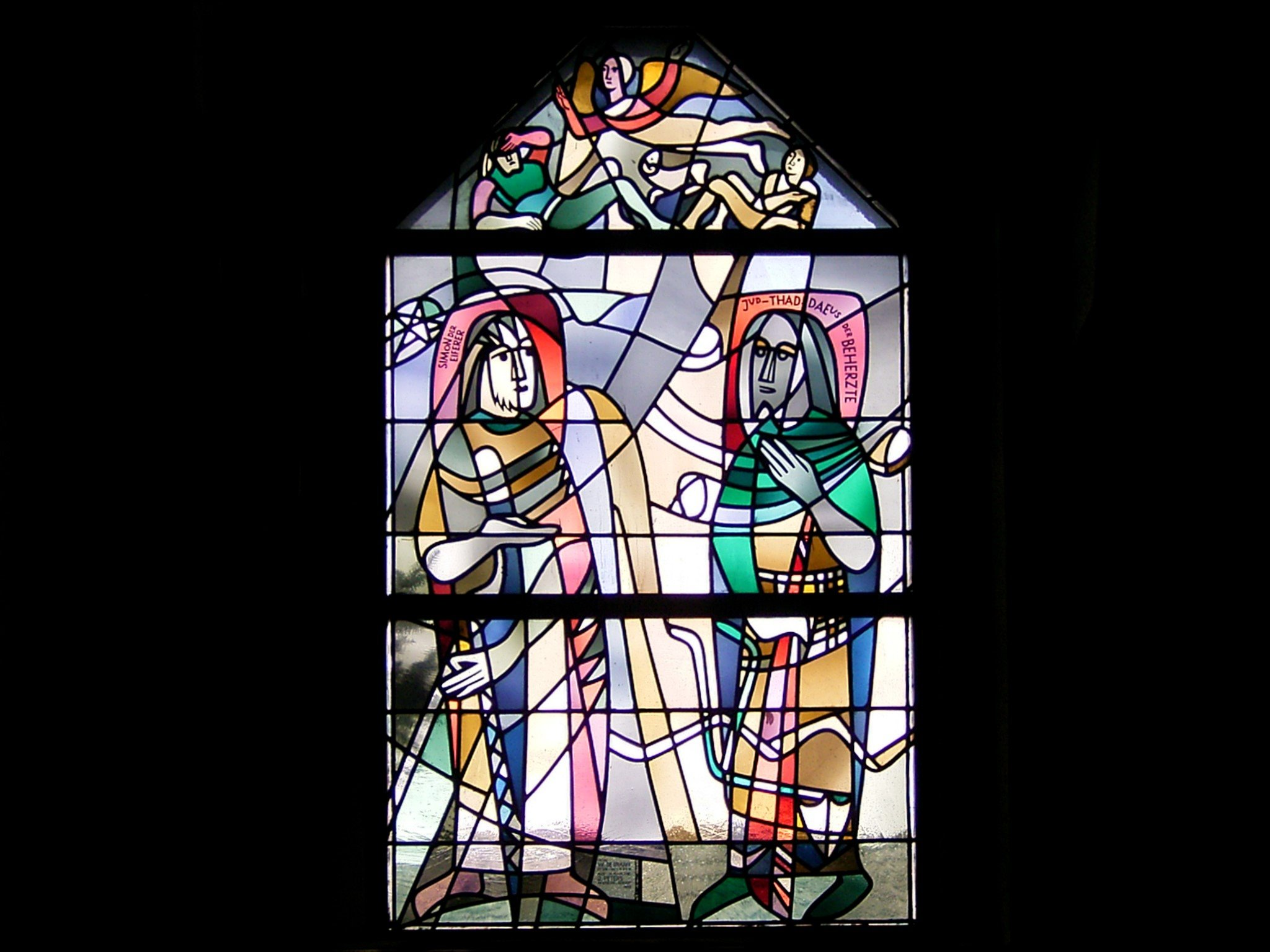
Simon (links) und Judas (rechts) Fenster in Sankt Andreas, Bergisch Born
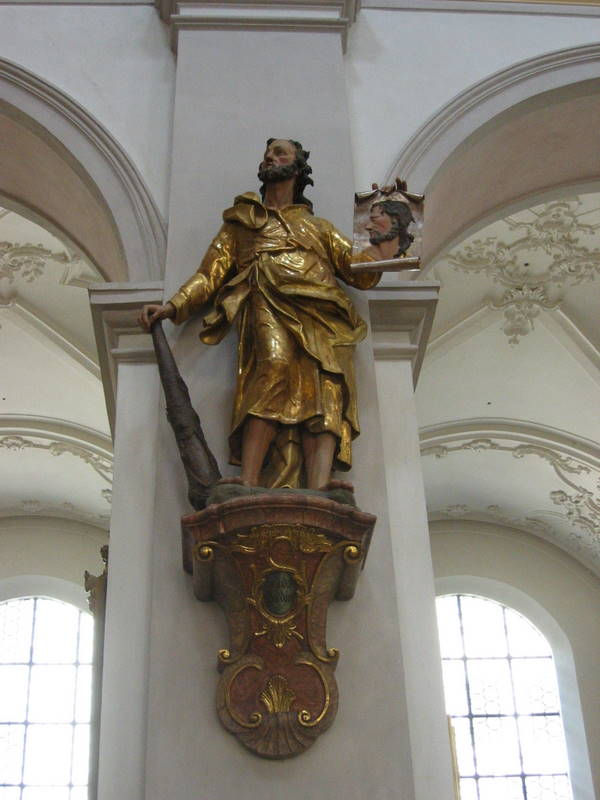
Judas mit dem Abbild Christi Skulptur von Joseph Prötzner in der Peterskirche, München
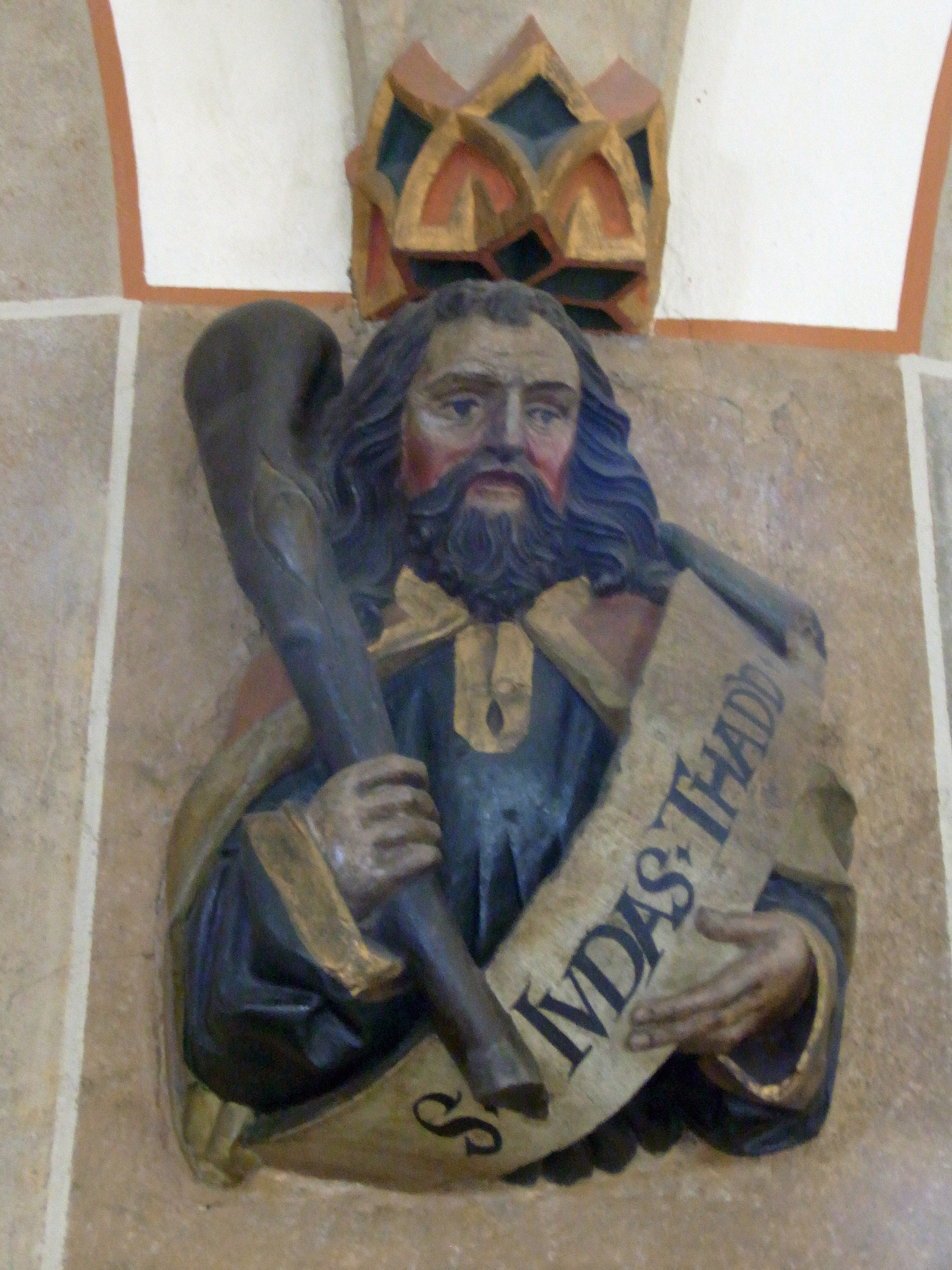
Judas mit Knüppel Stadtkirche Balingen
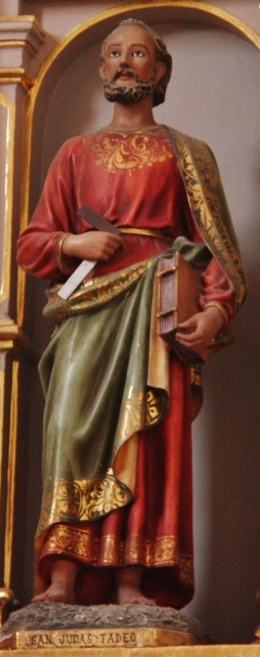
Judas, dargestellt als junger Mann Kathedrale von Irapuato, Mexiko
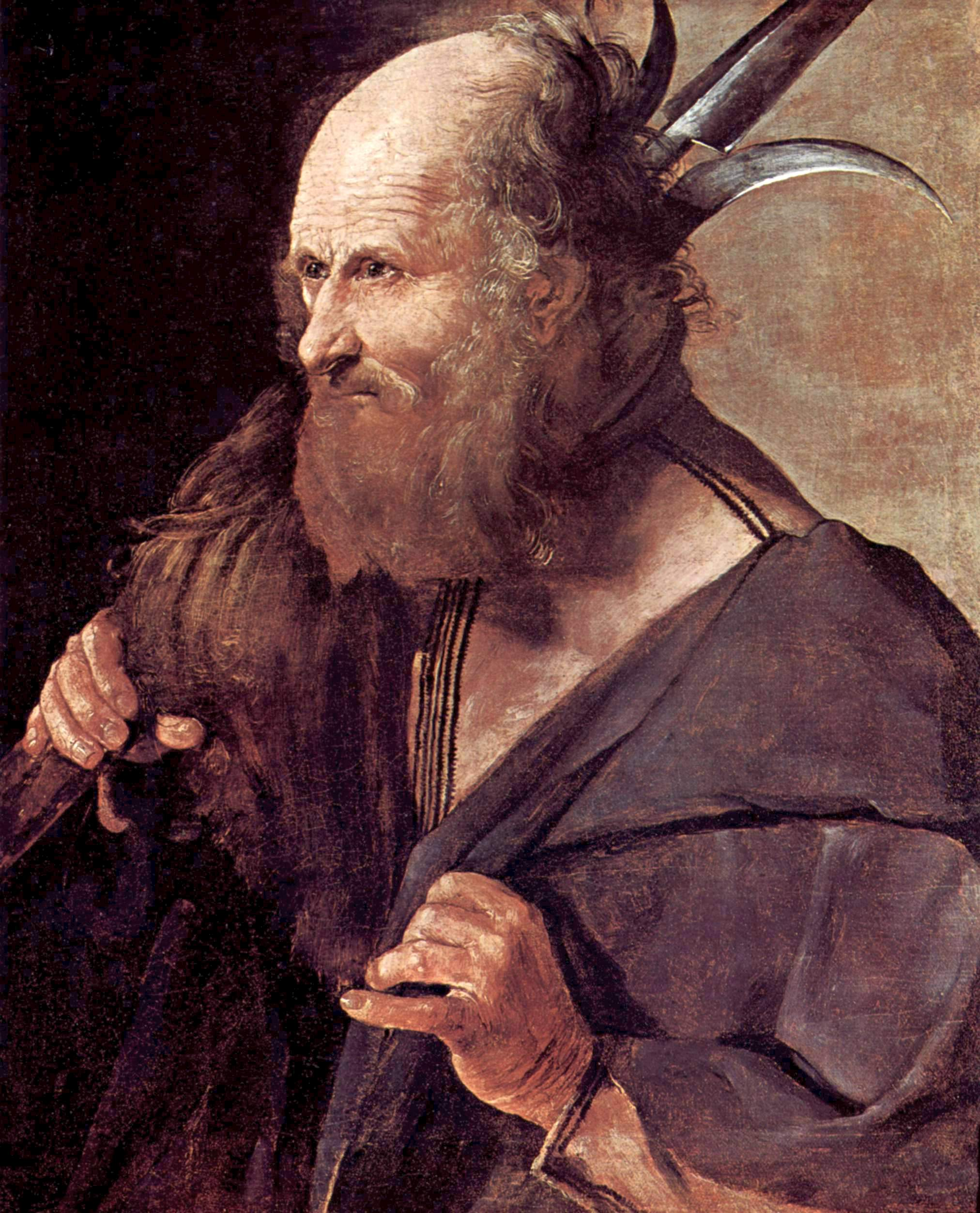
Judas als älterer Mann Ölbild von Georges de la Tour
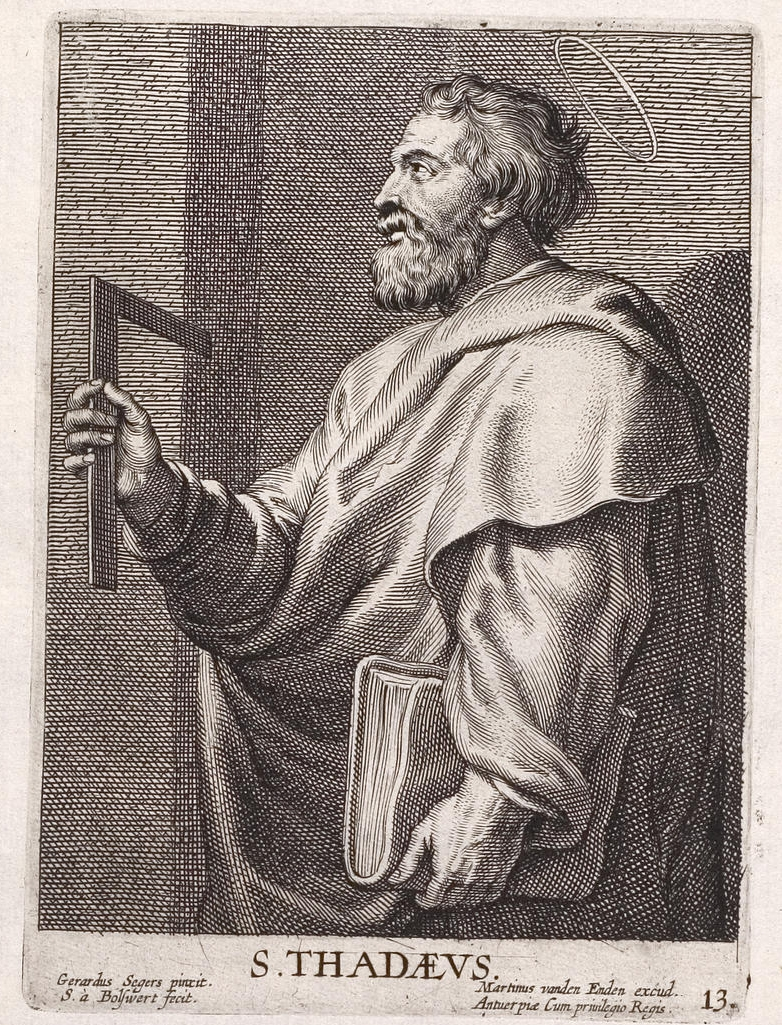
Judas mit Winkelmaß Grafik aus dem Klebeband Nr. 13 der Fürstlich Waldeckschen Hofbibliothek Arolsen
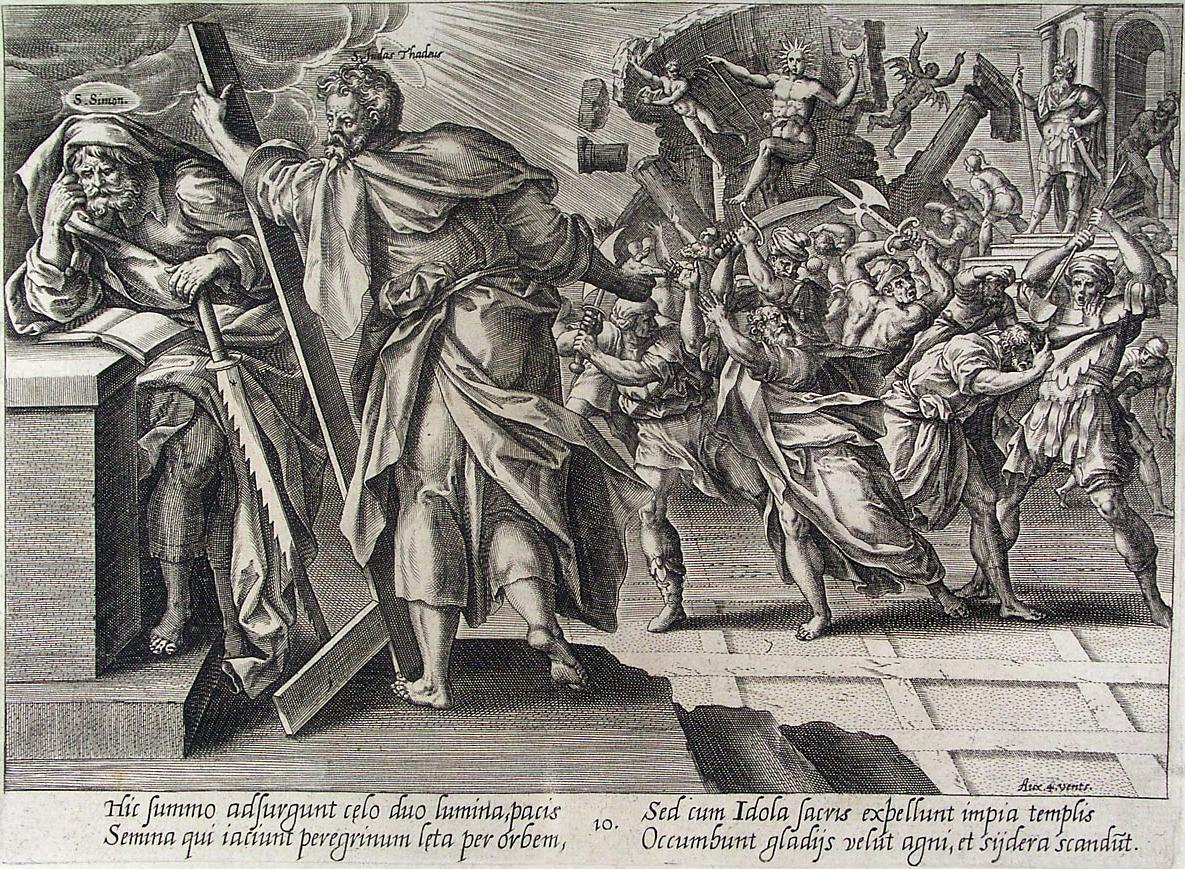
Martyrium des Simon (links) und Judas (rechts daneben) Gravur von Hendrik Goltzius aus seinem Zyklus der Apostel-Martyrien
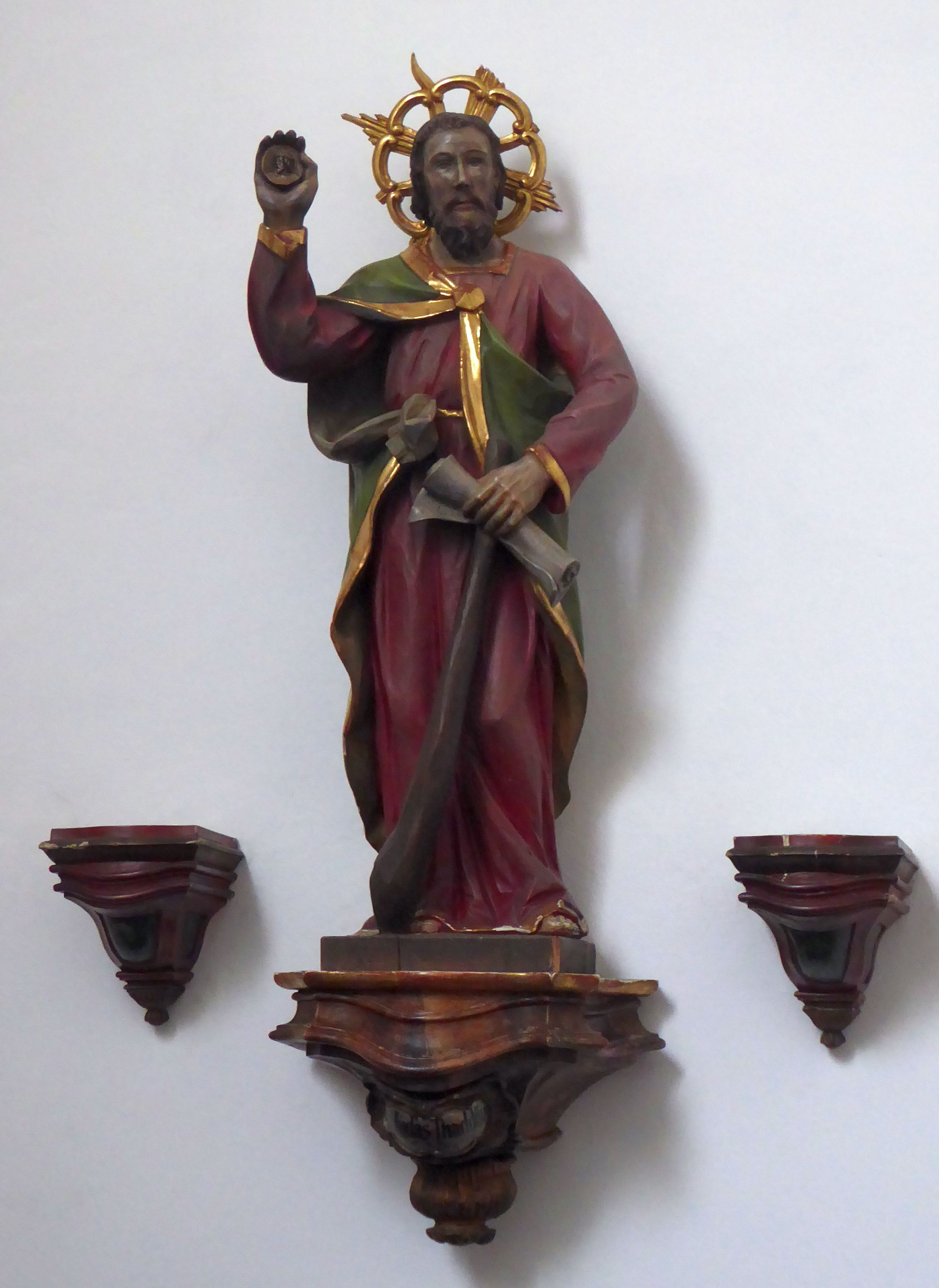
Judas mit Christusbild und Knüppel Pfarrkirche Hallein von Max Domenig
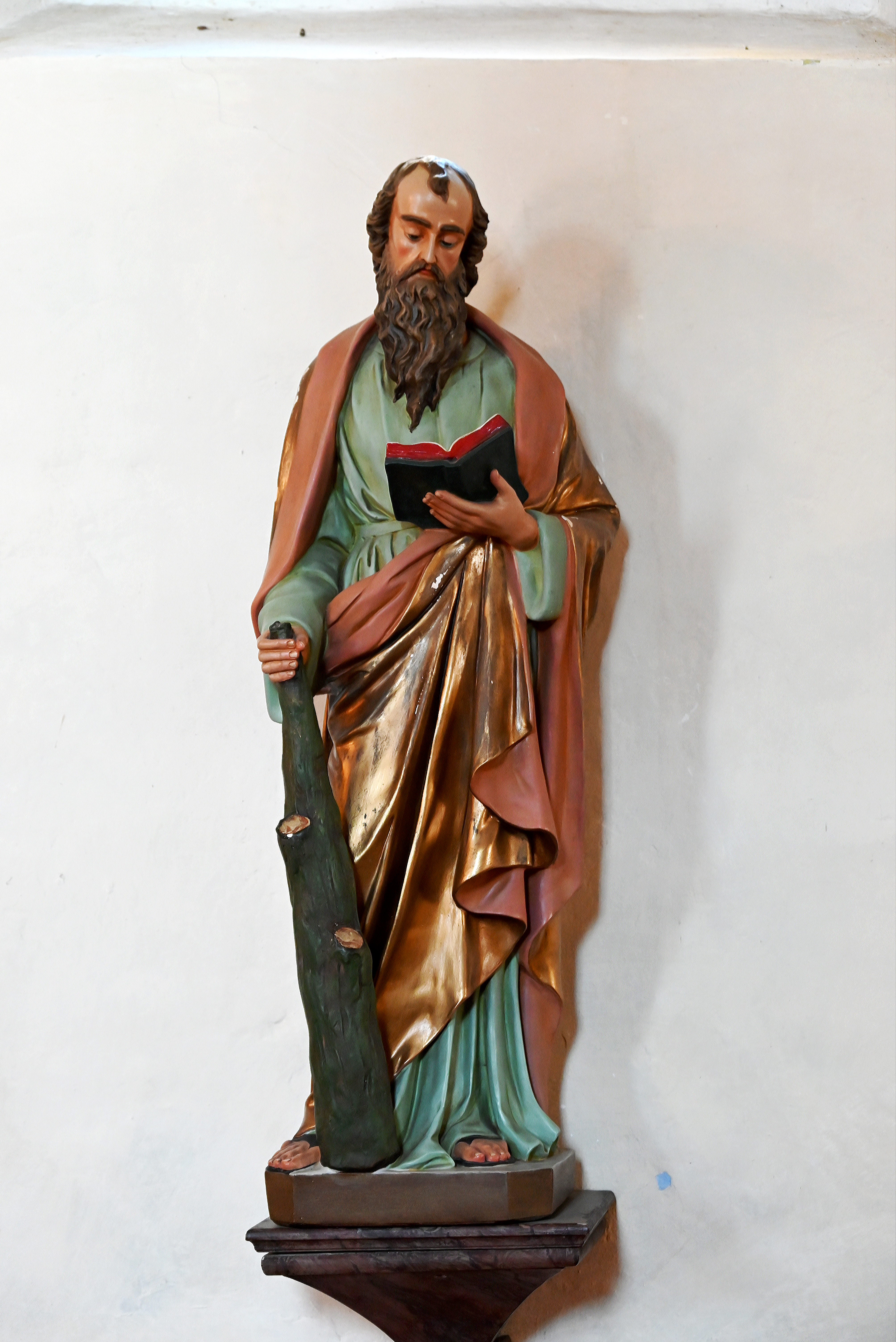
Judas mit Keule und Buch Pfarrkirche Sankt Oswald in Freiland

## Verehrung

### Hilfe und Schutz

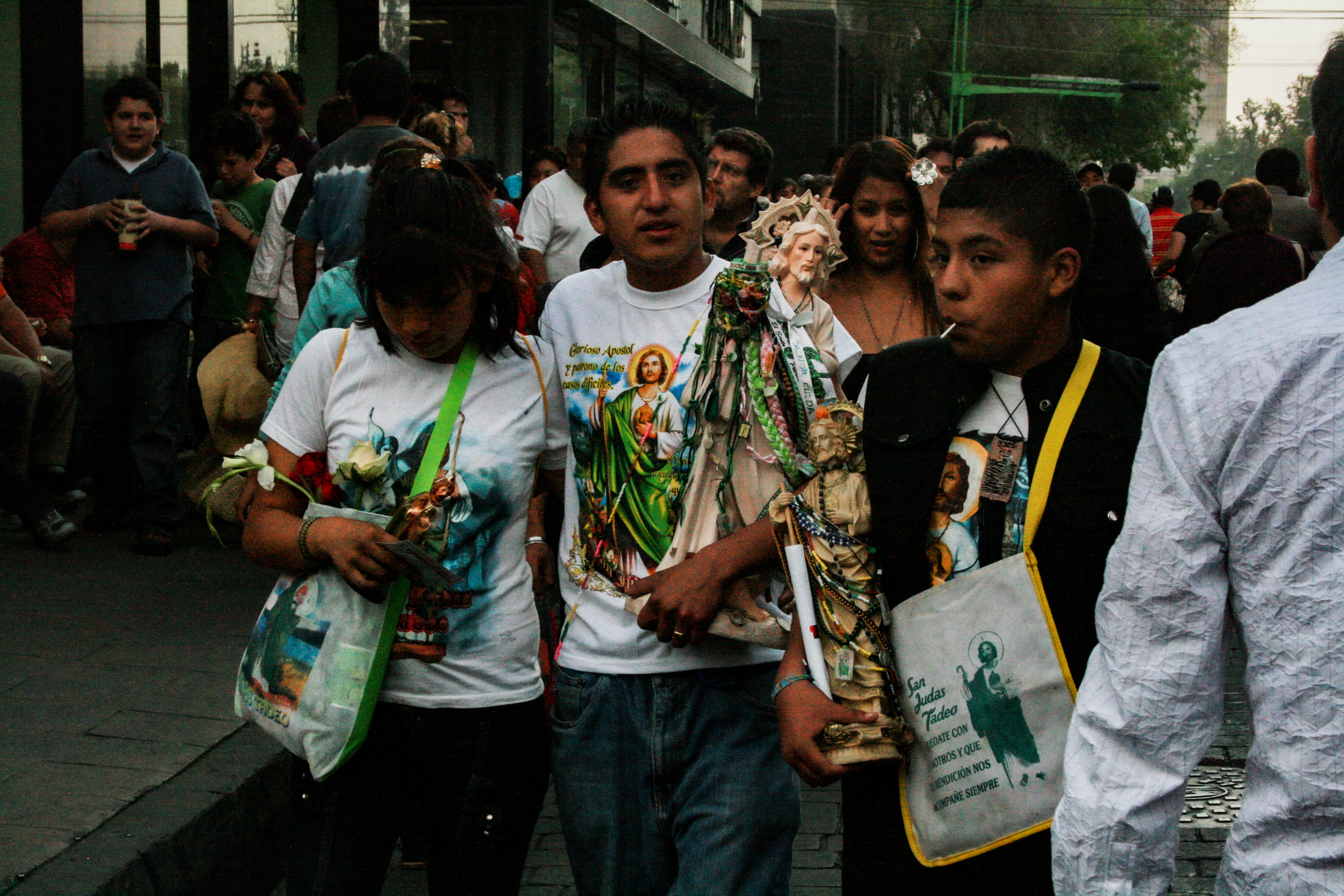
San-Judas-Tadeo-Prozession in Mexiko-Stadt

Gläubige, die nach dem Tod des Judas Thaddäus zu seinem Grab pilgerten, um ihn in Notlagen um Hilfe anzuflehen, berichteten von Wundern, die sie auf seine Fürsprache zurückführten. So wurde der Apostel zu einem Fürsprecher in schwierigen und ausweglosen Situationen. Auch Birgitta von Schweden und Bernhard von Clairvaux sollen in Visionen ihn als Patron des Unmöglichen erfahren haben.
Eine verstärkte Verehrung begann zu Beginn des 19. Jahrhunderts in Italien und Spanien und breitete sich von dort nach Lateinamerika und in die Vereinigten Staaten aus. Besondere Verehrung wird ihm in Mexiko zuteil.

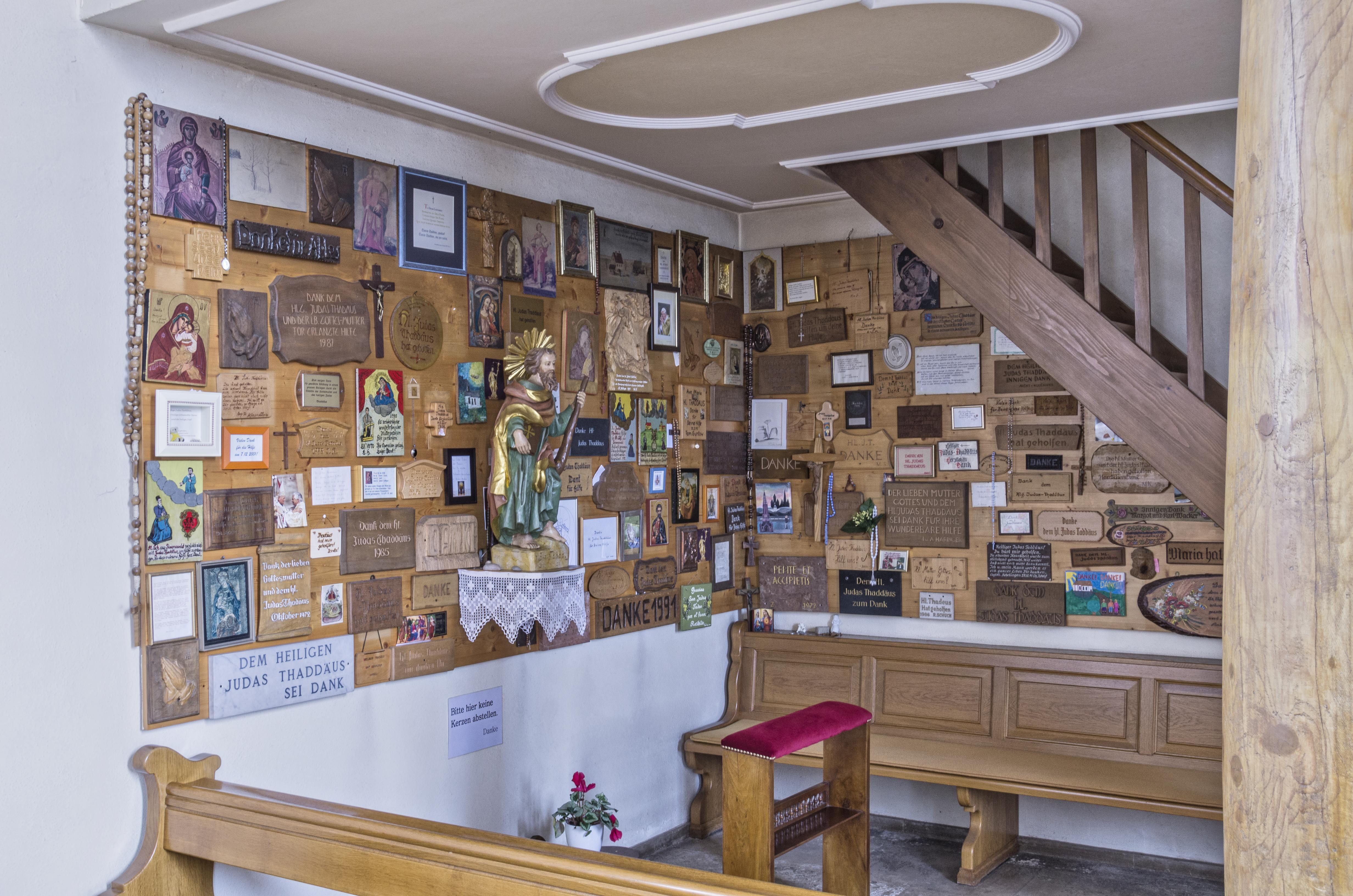
Votivgaben an Judas Thaddäus in der Ohmenkapelle

Auch im deutschsprachigen Raum wird der Heilige verehrt, etwa mit der Judas-Thaddäus-Wallfahrt in Heisterbacherrott, die seit dem Beginn des 20. Jahrhunderts durchgeführt wird. In Kapellen mit dem Patrozinium des heiligen Judas Thaddäus wie etwa der Ohmenkapelle bei St. Märgen finden sich viele Votivgaben.
Der heilige Judas Thaddäus ist Schutzpatron der Stadt Goslar; der Goslarer Dom ist ihm und dem heiligen Simon geweiht. Die sogenannten Bauerngroschen aus Goslar zeigen Judas Thaddäus und Simon Zelotes als Ganzfiguren. Auch in anderen Städten gibt es Kirchen und Kapellen, die entweder dem Heiligen allein (siehe Judas-Thaddäus-Kirche) oder dem Doppelpatronat der Apostel Judas Taddäus und Simon geweiht sind (Simon-und-Judas-Kirche).
Zahlreiche Vereinigungen haben den heiligen Judas Thaddäus zu ihrem Schutzpatron gewählt, so etwa die Polizei von Chicago, das St. Jude Children’s Research Hospital oder der brasilianische Fußballclub Flamengo Rio de Janeiro.

### Gedenktag
Die katholische, anglikanische und die evangelische Kirche gedenken der Apostel Simon und Judas am 28. Oktober, dieses Datum findet sich bereits im Martyrologium Hieronymianum. Die Ostkirchen gedenken des Heiligen meist am 19. Juni, viele weitere Kirchen haben ihre eigenen Gedenktage. Durch ein Breve Papst Pauls III. vom 22. September 1548 wird Gläubigen, die am Gedenktag des hl. Judas Thaddäus das Grab des Apostels in Rom besuchen, ein vollkommener Ablass gewährt. In der evangelischen Kirche wird für diesen Tag Joh 15,17–25  als Tagesevangelium vorgeschlagen, die liturgische Farbe ist rot.